# Famille Guerrier de Dumast
Pour les articles homonymes, voir Guerrier (homonymie).

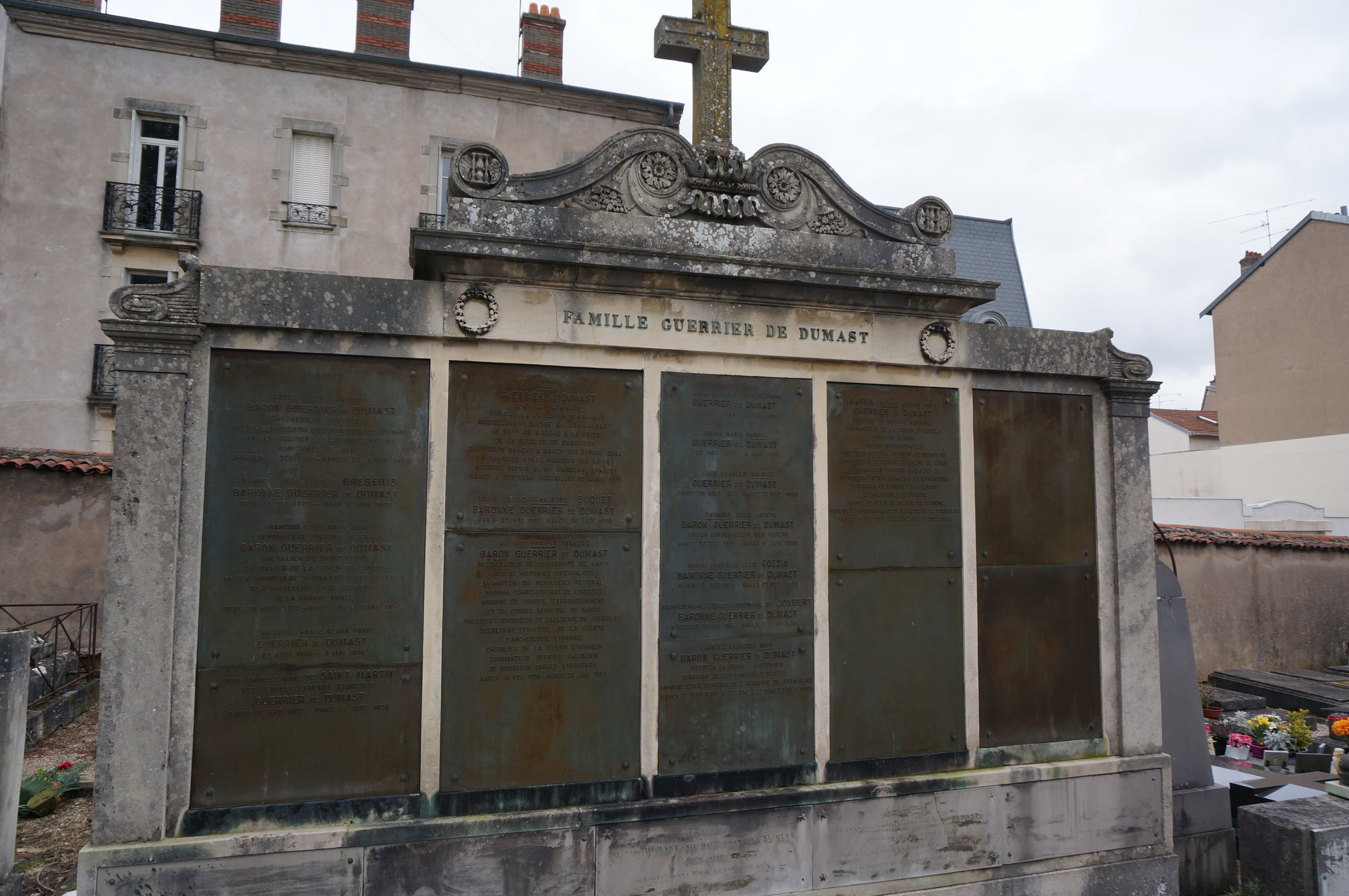
Famille Guerrier de Dumast au cimetière de Préville.

La famille Guerrier de Dumast, anciennement  Dumast ou du Mast, originaire du Roussillon et fixée ensuite en Lorraine a obtenu un titre de baron héréditaire le 27 novembre 1817.

## Histoire
Sa filiation suivie remonte à la fin du XVIIe siècle, avec Jacques du Mast, blessé à la bataille de Seneffe en 1674, père de Claude du Mast, un officier au régiment d’Albigeois, aide de camp du général comte de Marignane, qui fut versé plus tard dans le régiment de la Couronne, où il était encore capitaine en 1728. Dans les certificats pour services rendus au cours des guerres d’Italie, qui furent délivrés en 1717 et 1719 à Claude du Mast, il est qualifié simplement de « sieur du Mast » et il n'est pas fait mention du nom « Guerrier »,.
On voit apparaître pour la première fois « Guerrier de Dumast » en 1737 dans l'acte de baptême en Flandres de Claude-Joseph-François « Guerrier de Dumast », fils de Claude du Mast,. C’est aussi à partir de ce moment qu'est introduite la particule « de » qui n'avait jusque-là pas été employée dans la famille « Guerrier du Mast ». Cependant, le nom de Claude-Joseph-François resta inscrit comme « Guerrier Dumast » ou « Guerrier-Dumast » dans les archives militaires,,.
Claude-Joseph-François Guerrier-Dumast, conseiller militaire du roi, devint commissaire ordonnateur des guerres sous Louis XV, et fut chargé de venir exercer à Nancy l’inspection du régiment du roi. Il s'installa en Lorraine et acheta le château d'Ubexy pour 300 000 livres en 1779.[réf. nécessaire] Cependant la famille de Dumast ne s'y établit qu'en 1782, le temps de restaurer les lieux qui étaient inhabitables puis retourna habiter à Nancy après la Révolution. Le château d'Ubexy était le chef-lieu d'une terre de laquelle dépendaient Ubexy, Rapey, Dommartin-sur-Colmey, une partie de Betteney-saint-Brice et la forêt du Ban de Vagney. Avant que le château ne soit acheté par Claude-Joseph-François Guerrier-Dumast, la terre d'Ubexy avait appartenu à la famille du Châtelet, et Gérard d'Haraucourt la possédait en 1488. À la fin du  XVIIIe siècle, elle fut à M. de Tilly puis à M. Renaud d'Ubexy. Le château possédait 4 tours et une chapelle castrale,.
Claude Joseph François Guerrier-Dumast, président de l'administration communale de Nancy, chevalier de Saint Louis, fut titré baron de l'Empire par décret du 2 janvier 1814 ,. 
La famille Guerrier de Dumast a obtenu sous la seconde Restauration un titre de baron héréditaire par lettres patentes le 27 novembre 1817 en faveur du même Claude Joseph François Guerrier-Dumast,,.
Elle est membre de l'Association d'entraide de la noblesse française.

## Personnalités
- Auguste Prosper François Guerrier de Dumast (1796-1883), sous-intendant militaire, 3e baron, épouse en 1826 Marie Louise Charlotte Buquet (1807- avant 1883). Il est l'instigateur de la création du Musée lorrain et le promoteur de la restauration des facultés de Nancy. Il est nommé chevalier de la Légion d'honneur, chevalier de l'ordre de Charles III et officier de Notre-Dame de Guadalupe, écrivain, lotharingiste et restaurateur de l'Université de Nancy, franc-maçon converti au catholicisme, chevalier de la légion d'honneur[12].
- Raoul Prosper Guerrier de Dumast (1836-1871), chef de bataillon au 39e régiment d'infanterie et officier de la légion d'honneur[13], mort à la tête du 39e de marche lors de la prise de la redoute de Châtillon (Seine) pendant la Commune de Paris.
- Maxime Guerrier de Dumast (1894-1964), général de brigade aérienne.
- Colette Guerrier de Dumast (femme de Gabriel Guerrier de Dumast), lieutenant des forces combattantes, croix de guerre 1939-1945, médaille de la Résistance.
- Jacques Guerrier de Dumast, banquier et président des œuvres hospitalières françaises de l'ordre de Malte et de l'Association française des membres de l'ordre souverain de Malte.
- Bernard Guerrier de Dumast, industriel, maire-adjoint de Nancy,
- Antoine Guerrier de Dumast, préfet.
- François Maurice Léopold Guerrier de Dumast (1829-1855), caporal au 3e Régiment de zouaves tué sous Sébastopol pendant la guerre de Crimée à 25 ans.
- Raymond Louis Joseph Guerrier de Dumast (1831-1905), 4e baron, garde général des Eaux et Forêts. Il épouse en 1856 Marie Gabrielle Gossin (1835-?).
- Charles François René Guerrier de Dumast (1858-1939), 6e baron, historien[réf. nécessaire].

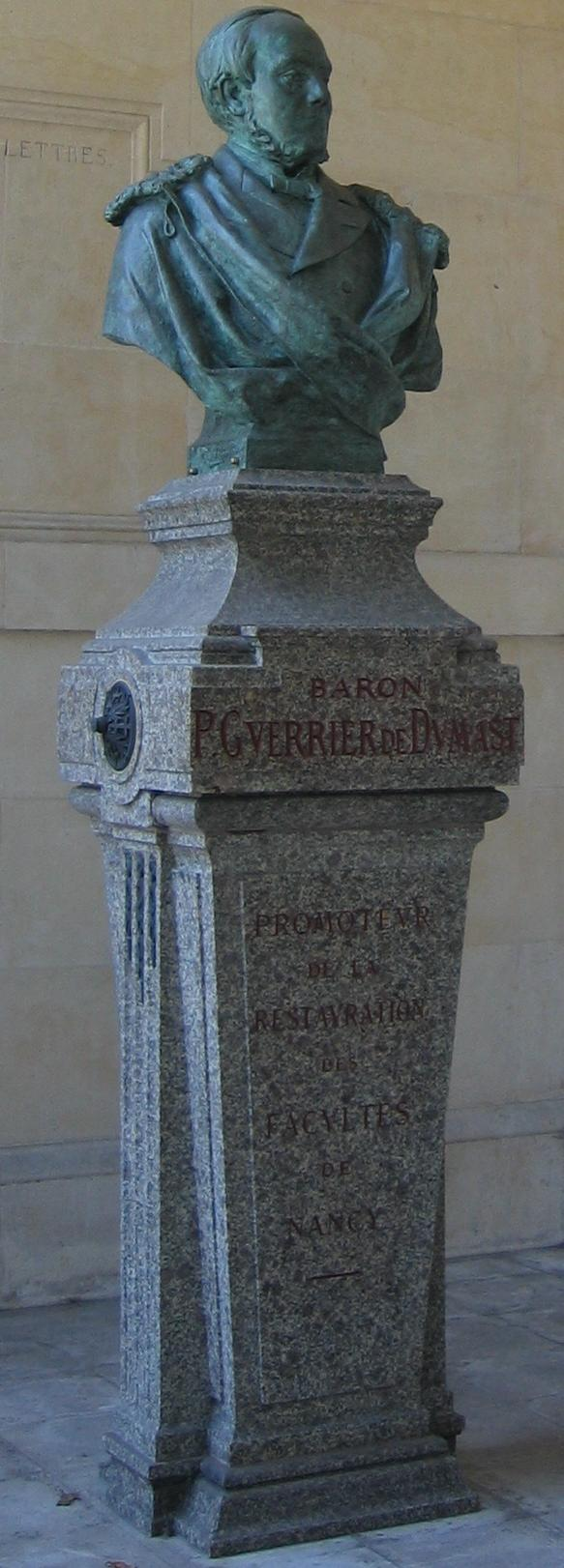
Prosper Guerrier de Dumast, « promoteur de la restauration des facultés de Nancy », buste situé à l'entrée de la faculté de droit de Nancy, place Carnot.

## Blason
- Parti au 1 d'azur à la fasce d'or accompagnée de deux croissants d'argent, au 2 de gueules à trois épées d'or posées 2 et 1[10].
- Timbre : couronne de baron. Support : 2 guerriers armés à l'antique.

## Postérité
- Une rue de Nancy a été nommée rue Guerrier-de-Dumast en hommage à Prosper Guerrier de Dumast.
- L'hôtel particulier occupé depuis le XIXe siècle à Nancy (Place de la Carrière) par cette famille porte son nom.
- Buste de Prosper Guerrier de Dumast à l'Université de Nancy, place Carnot